# Aotus azarae
El marikiná de Azara (Aotus azarae) es una especie de primate neotropical del género Aotus. Su nombre específico homenajea al naturalista español del siglo XVIII Félix de Azara. Puebla zonas boscosas de Brasil, Perú, Bolivia, Argentina y Paraguay.
El Aotus azarae fue declarado monumento natural provincial por la ley n.º 1582 de 14 de junio de 2012 de la provincia de Formosa en Argentina.

## Subespecies
- Aotus azarae azarae
- Aotus azarae infulatus

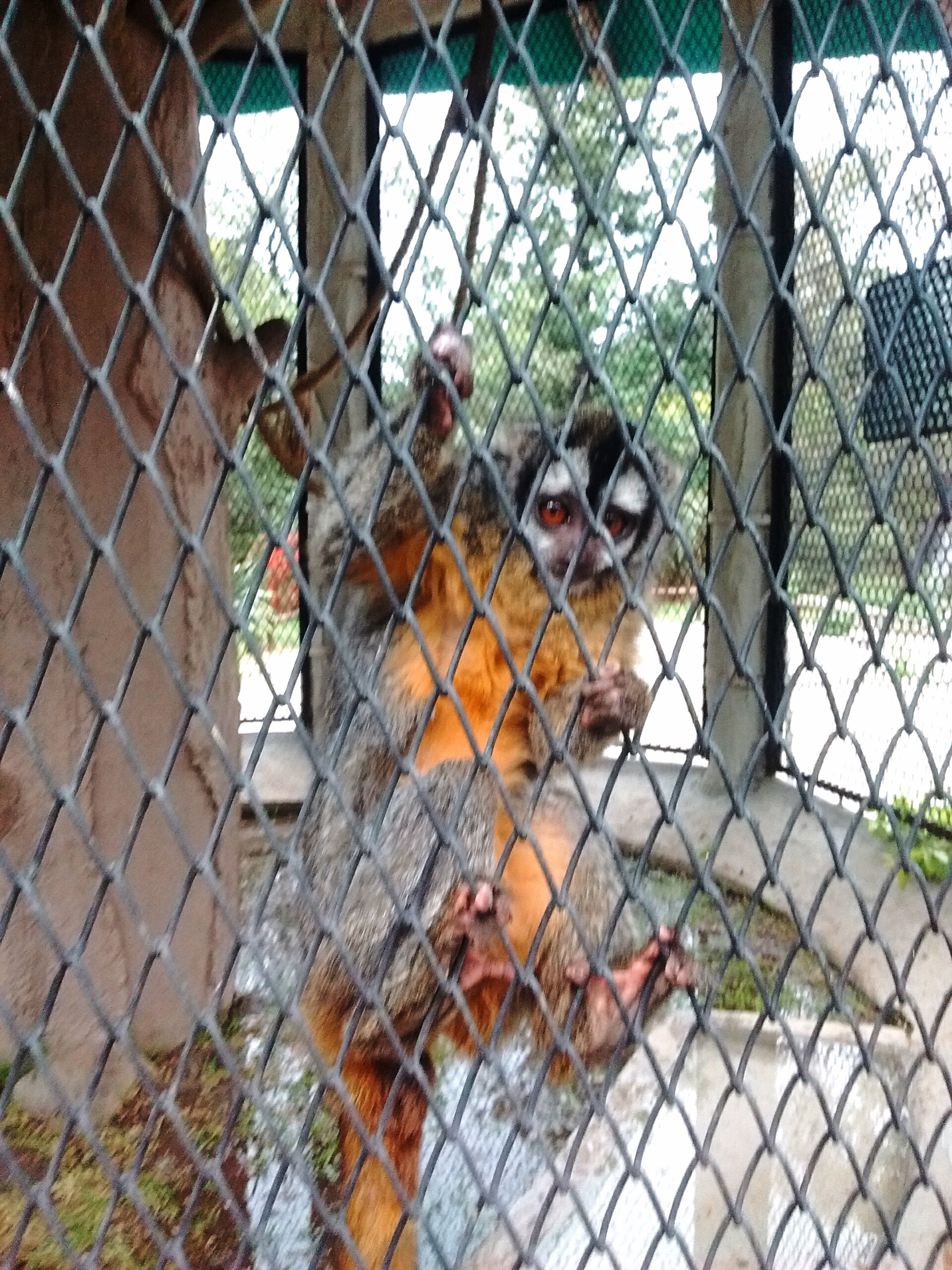
Ejemplar cautivo en el zoológico de Córdoba

Anteriormente se consideraba a la especie Aotus boliviensis como una subespecie del Aotus azarae, hasta que se le otorgó el estatus de especie independiente en febrero de 2022.